# Eburia caymanensis
Eburia caymanensis es una especie de coleóptero crisomeloideo de la familia Cerambycidae.  

## Distribución
Es originaria de Islas Caimán.